# Cuscuta genesaretana
Cuscuta genesaretana är en vindeväxtart som beskrevs av Sroelov. Cuscuta genesaretana ingår i släktet snärjor, och familjen vindeväxter. Inga underarter finns listade i Catalogue of Life.